# Riley Superstar International
Riley Superstar International var en inbjudningsturnering i snooker, som bara spelades en gång: 14 - 16 augusti 1997 som en del av snookersäsongen 1997/1998. Turneringen spelades i Guangzhou i Kina. Tolv spelare deltog, varav fyra professionella: Ken Doherty, Jimmy White, Ronnie O'Sullivan och James Wattana, och åtta lokala förmågor. Spelarna var indelade i fyra tremannagrupper, varifrån de två bästa gick vidare till andra omgången, som spelades i form av två fyrmannagrupper. Härifrån gick de två bästa i varje grupp vidare till semifinal.

## Vinnare
| År   | Vinnare           | Motståndare | Resultat | Säsong  |
| ---- | ----------------- | ----------- | -------- | ------- |
| 1997 | Ronnie O'Sullivan | Jimmy White | 5-3      | 1997/98 |